# 吉岡郁夫
吉岡 郁夫（よしおか いくお、1932年5月19日 - ）は日本の解剖学者で民俗学者・人類学者。日本民俗学会会員、名古屋民俗研究会会員。自然科学と民俗学・文化人類学をテーマに多彩な調査・執筆活動をおこなっている。

## 来歴
広島県福山市出身。1958年に広島大学医学部を卒業後、名古屋大学医学部解剖学研究室大学院に進んで修了し、1966年に医学博士の学位を取得した。
愛知医科大学教授、愛知学院大学教養部教授を務め、1998年に退職した。この間の1978年に、明石原人を世界各地より出土した猿人、原人、旧人、新人の化石骨と比較して、旧人または現世人類の骨だと鑑定した。

## 著書

### 単著
- 『身体の博物誌―医学と人類学の周辺』大学教育社、1980年
- 『人体の不思議』講談社現代新書、1986年
- 『日本人種論争の幕あけ―モースと大森貝塚』共立出版、1987年
- 『身体の文化人類学―身体変工と食人』雄山閣出版、1989年
- 『民俗学と自然科学』學生社、1990年
- 『いれずみ(文身)の人類学』雄山閣出版、1996年
- 『人魚の動物民俗誌』新書館、1998年

### 共著
- 『受験解剖学 出題頻度と各科関連』武藤浩共著 南江堂 1977
- 『受験組織学・病理学 出題頻度と各科関連』武藤浩共著 南江堂 1977
- 『体表解剖学 その臨床的応用』武藤浩共著 南江堂 1979
- （武藤浩との共著）『性の人類学―形質人類学の空白領域』共立出版、1983年

### 訳書
- ジョン・ミルン著、長谷部学との共訳『ミルンの日本人種論―アイヌとコロポクグル』雄山閣出版、1993.8、ISBN 4639011849